# (19452) Keeney
(19452) Keeney (1998 FX125) – planetoida z pasa głównego asteroid okrążająca Słońce w ciągu 3,41 lat w średniej odległości 2,27 j.a. Odkryta 31 marca 1998 roku.